# Ron Athey
Ron Athey (Groton, 16 dicembre 1961) è un artista e performance artist statunitense, il cui nome è spesso collegato al movimento della body art e performance art degli anni '80 e '90.
Il lavoro di Athey esplora spesso le relazioni tra desiderio, sessualità ed esperienze traumatiche. I suoi lavori includono spesso aspetti del S&M con l'intento di mettere a confronto idee preconcette riguardanti il corpo in relazione con la mascolinità e con l'iconografia religiosa.

## Film, documentari e video
- 1992 - Inserzione pericolosa. Regia di Barbet Schroeder
- 1993 - Saint Mulekicker. Regia di Simeon Hutner
- 1996 - Hustler White. Regia di Bruce LaBruce
- 1998 - Hallelujah! Ron Athey: A Story of Deliverance. Regia di Catherine Gund e Catherine Saalfield
- 1998 - Sex/Life in L.A.. Regia di Jochen Hick
- 2000 - HotMen CoolBoyz. Regia di Knud Vesterskov
- 2000 - No One Sleeps. Regia di Jochen Hick
- 2002 - S. Regia di Athanasios Karanikolas
- 2002 - Achtung. Regia di Michael Brynntrup
- 2006 - Human Canvas. Regia di Andy Lee

## Discografia
- 1982 - Only Theatre of Pain - dei Christian Death (LP, Frontier Records)
- 2000 - Bast - dei Bast (CD, Dallas Records)